# Josep Burgaya i Riera
Josep Burgaya i Riera (Les Masies de Voltregà, 11/4/1960) és un historiador i polític català. Doctor en Història Contemporània per la Universitat Autònoma de Barcelona, des de 1986 és professor titular de la Universitat de Vic. Adscrit a la Facultat d'Empresa i Comunicació, de la qual va ser degà entre 1995 i el 2002, ha impartit docència en matèries d'història econòmica, d'evolució del pensament contemporani i d'organitzacions internacionals polítiques i econòmiques, a les titulacions d'Empresarials, Periodisme, Publicitat i Relacions Públiques i Comunicació Audiovisual. Actualment, hi és també director acadèmic de l'Institut Català de l'Economia Verda (InCEV).
Entre el 2003 i el 2011, va ser regidor de l'Ajuntament de Vic en representació del PSC, on va ser tinent d'alcalde d'Economia i Hisenda i president d'Impevic. Ha publicat El futur ja no és el que era. Reflexions d'urgència en temps d'incertesa (Prosa, 2013), El Estado de bienestar y sus detractores. A propósito de los orígenes y la encrucijada del modelo social europeo en tiempos de crisis (Octaedro, 2013).
Ha rebut el Premi Joan Fuster d'assaig el 2013, en el marc dels Premis Octubre, amb l'obra Economia de l'absurd. Quan comprar més barat contribueix a quedar-se sense feina, que publicarà en català l'Editorial Tres i Quatre.
Té un Bloc on explica les seves idees.